# 今村秀夫
今村 秀夫（いまむら ひでお、生没年不詳）は、日本の撮影技師である。

## 人物・来歴
生年生地は不明である。
1936年（昭和11年）10月4日に公開された野村浩将監督の『人妻椿 前篇』において、撮影技師・高橋通夫の「撮影補助」としてクレジットされたのがもっとも古い記録である。1940年（昭和15年）5月13日には、松村清四郎監督のドキュメンタリー映画『落下傘 (パラシュート)』が公開され、そこに「撮影」としてクレジットされている。以降、戦時体制の中で、ドキュメンタリー映画の撮影に携わる。
第二次世界大戦終結後は、1930年代（昭和5年以降）に松竹蒲田撮影所ニュース部で監修を務め、1935年（昭和10年）に開所した新興キネマ東京撮影所の製作部長だった今村貞雄が設立した製作会社ラジオ映画に参加、技術部長となる。1950年（昭和25年）4月9日に東京映画配給（現在の東映）が配給して公開された枝川弘監督の『人喰い熊』、同年7月29日に大映が配給して公開された原千秋・小倉泰美監督の『仔熊物語・野性のめざめ』等の撮影技師を務めた。
1954年（昭和29年）10月19日、新東宝が配給して公開された佐藤武監督の『嘘』以降の作品の記録が不明である。
今村が1941年（昭和16年）に手がけた田中忠男監督の『海のますらを』は、発掘・復元されて、東京国立近代美術館フィルムセンターが所蔵し、2009年（平成21年）、同センターで上映された。

## フィルモグラフィ
特筆以外は「撮影」である。
1930年代
- 『人妻椿 前篇』 : 監督野村浩将、撮影高橋通夫、松竹大船撮影所、1936年10月4日公開 - 撮影補助
- 『人妻椿 後篇』 : 監督野村浩将、撮影高橋通夫、松竹大船撮影所、1936年10月29日公開 - 撮影補助
- 『荒城の月』 : 監督佐々木啓祐、撮影長岡博之、松竹大船撮影所、1937年2月4日公開 - 撮影補助
- 『女医絹代先生』 : 監督野村浩将、撮影高橋通夫、松竹大船撮影所、1937年4月29日公開 - 撮影補助

1940年代
- 『征戦愛馬譜 暁に祈る』 : 監督佐々木康、撮影野村昊、松竹大船撮影所、1940年4月17日公開 - タイトル撮影
- 『落下傘 (パラシュート)』 : 監督松村清四郎、大日本文化映画製作所、1940年5月13日公開 - 撮影技師デビュー
- 『海のますらを』 : 監督田中忠男、製作松竹文化映画部、1941年10月15日公開[4]
- 『勤労動員』 : 監督松村清四郎、製作松竹文化映画製作所、配給映画配給社、1942年3月12日公開
- 『戦ひはこれからだ』 : 監督羽間盈、製作日本映画社、配給映画配給社、1942年7月2日公開
- 『勤皇村記』 : 監督荒井英郎、製作松竹文化映画製作所、配給映画配給社、1942年7月30日公開
- 『我等は日本少国民』 : 監督丹生正、製作日本映画社、配給映画配給社、1943年1月8日公開

1950年代
- 『人喰い熊』 : 監督枝川弘、製作ラジオ映画、配給東京映画配給、1950年4月9日公開
- 『仔熊物語・野性のめざめ』 : 監督原千秋・小倉泰美、製作ラジオ映画、配給大映、1950年7月29日公開
- 『裸女海底に死す』 : 監督今村貞雄、製作ラジオ映画、配給東映、1951年9月21日公開
- 『娘ごゝろは恥づかしうれし』 : 監督小森白、助監督石井輝男、製作今村プロダクション、配給新東宝、1954年8月3日公開
- 『嘘』 : 監督佐藤武、製作テレビ映画、配給新東宝、1954年10月19日公開